# Choúni
Choúni (Chouni) är en ort i Grekland.   Den ligger i prefekturen Nomós Argolídos och regionen Peloponnesos, i den södra delen av landet, 100 km väster om huvudstaden Aten. Choúni ligger 166 meter över havet och antalet invånare är 124.
Terrängen runt Choúni är huvudsakligen kuperad, men åt nordost är den platt. Terrängen runt Choúni sluttar österut.  Närmaste större samhälle är Argos, 6,9 km öster om Choúni. Trakten runt Choúni består till största delen av jordbruksmark.